# نشانی شبکه

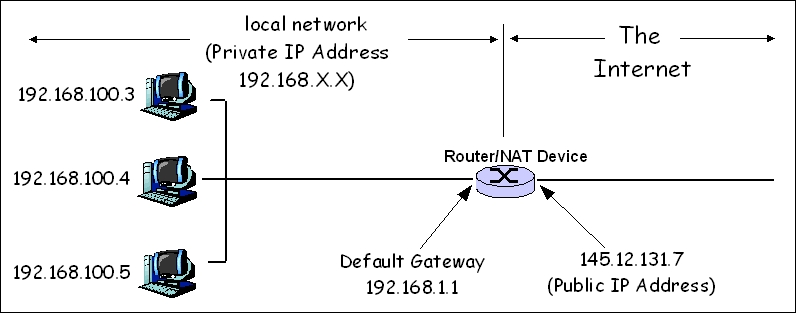
نقشه شبکه با نشانی‌های شبکه نشانی آی‌پی (مثلاً ‎192.168.100.3) نشان داده شده است.

نشانیِ شبکه (به انگلیسی: Network address) شناسه‌ی یک گره (شبکه) یا میزبان (شبکه) در یک شبکه مخابراتی است. نشانی‌های شبکه به گونه‌ای طراحی می‌شوند که در سراسر شبکه منحصربه‌فرد باشند، هرچند برخی شبکه‌ها اجازه به‌کارگیری نشانی‌های محلی،  نشانی‌های مدیریت‌شده محلی را می‌دهند که الزاماً منحصربه‌فرد نیستند. نشانی‌های شبکه ویژه‌ای نیز برای پخش سراسری[En] یا چندنشانی[En] تخصیص داده می‌شوند که آن‌ها نیز منحصربه‌فرد نیستند.
در برخی موارد، یک میزبان شبکه ممکن است بیش از یک نشانی شبکه داشته باشد. برای نمونه، هر کارت شبکه می‌تواند به شکل منحصربه‌فرد شناخته شود. افزون بر این، از آنجا که پروتکل‌ها معمولاً لایه‌بندی می‌شوند، ممکن است بیش از یک نشانی شبکه مربوط به پروتکل‌های متفاوت بر روی یک رابط یا گره شبکه وجود داشته باشد و در هر شبکه واحد بیش از یک نوع نشانی شبکه به‌کار رود.
نشانی‌های شبکه می‌توانند «تخت» باشند و هیچ اطلاعاتی درباره جایگاه گره در شبکه نداشته باشند (مانند آدرس مک)، یا می‌توانند ساختار یا اطلاعات سلسله‌مراتبی برای مسیریابی در خود داشته باشند (مانند نشانی آی‌پی).

## نمونه‌ها
- شماره تلفن در شبکه انتقال همگانی تلفن
- نشانی آی‌پی در شبکه‌های IP از جمله اینترنت
- نشانی IPX در نت‌ویر
- نشانی X.25 یا X.21 در یک شبکه داده مدار سوئیچ‌شده
- آدرس مک در اترنت و دیگر فناوری‌های شبکه مرتبط با آی‌تریپل‌ئی ۸۰۲

## مراجع
1. ↑  Networking Basics: Network addressing, Microsoft, retrieved 2017-08-29
2. ↑  "What is a Network Address? - Definition from Techopedia". Techopedia.com (به انگلیسی). Retrieved 2021-09-19.